# 顾国籁
顾国籁（1946年7月—），上海人，中华人民共和国政治人物，曾任上海浦东新区人大常委会副主任。

## 生平
顾国籁1946年7月出生于上海。1964至1970年在同济大学学习。1970年，毕业于同济大学城市建设系，因“文化大革命”爆发，被分配到安徽省池州地区贵池县（今池州市贵池区）参与三线建设，成为一名基层工人。1976年，“四人帮”被粉碎后，顾国籁担任其所在单位的技术员、助理工程师和工程师，同年加入中国共产党。

### 从政
1978年后，其岗位转为行政岗位。1980年，担任贵池县建设局局长。1984年5月，被任命为贵池县人民政府县长，时年36岁，是中华人民共和国安徽省至今最年轻的县长。1987年4月，调任安庆地区行政公署经贸委主任。1988年9月，因安庆地区与安庆市合并，顾国籁调任安庆市交通委主任。1990年，任安庆市副市长，加挂高级工程师职称。1993年调回浦东新区工作，担任建设局副局长。1996年，任上海浦东新区党工委书记。2003年，任上海浦东新区人大常委会副主任。2007年退休。

## 评价
顾国籁担任贵池县县长期间，中共中央提出调整小三线，他就把上海小三线在贵池的企事业单位移交给贵池县管理。为池州的经济建设做出了巨大贡献。1988年1月27日，烟柳园公园中的“贵申情”雕塑，就是他请上海市人民政府捐赠给贵池县人民政府的。